# Kejser Gaozu af Tang
Kejser Gaozu af Tang (født 8. april 566, død 25. juni 635), egentligt født Li Yuan, var grundlæggeren af Kinas Tang-dynasti og den første kejser af dette dynasti fra 618 til 626. Under Sui-dynastiet var Li Yuan guvernør i området for nutidens Shanxi, og havde sin residens i Taiyuan.
I 615 blev Li Yuan flyttet til garnisonen i Longxi. Han fik stor erfaring ved at håndtere Göktürkere i nord og var i stand til at pacificere dem. Som følge af sine fremgange kunne Li Yuan kunne også samle bredere støtte, og med ophævelsen af Sui-dynastiet i juli 617, igangsatte Li Yuan - opfordret af sin anden søn Li Shimin (den senere kejser Taizong) - et oprør. Ved hjælp af titlen "storkansler" (大 丞相) installerede Li Yuan en marionet barnekejser, kejser Gong, men fjernede ham til sidst og etablerede Tang-dynastiet i 618 som kejser. Hans søn og efterfølger Li Shimin hædrede ham som Gaozu ("grundlægger") efter hans død.
Kejser Gaozus regering var koncentreret om at forene imperiet under Tang. Støttet af Li Shimin (李世民), som han gjorde til prins af Qin, besejrede han alle de andre udfordrere, herunder Li Gui, Dou Jiande, Wang Shichong, Xue Rengao og Liu Wuzhou. År 628 havde Tang-dynastiet formået at forene hele Kina. På hjemmefronten anerkendte han de tidlige succeser, der blev opnået af kejser Wen af Sui, og bestræbte sig på at efterligne de fleste kejser Wens politikker, herunder ligelig fordeling af jord blandt hans folk, og han nedsatte også skatter. Han opgav det hårde retssystem, der blev oprettet af kejser Yang af Sui og reformerede retssystemet. Disse reformer banede vejen for kejseren Taizongs regering, som i sidste ende bragte Tang-dynastiet til højden af dets magt.
I 626 besejrede Li Shimin, i en strid med sine brødre Li Jiancheng, kronprinsen og Li Yuanji, prinsen af Qi, dem ved et bagholdsangreb ved Xuanwu-porten og dræbte dem. Af frygt for, hvad Li Shimin kunne gøre som det næste, besluttede kejser Gaozu at overdrage tronen til ham og blev Taishang Huang (pensioneret kejser). Han døde den 25. juni 635.

## Tidlige liv og karriere
Ifølge den officielle genealogi i Tang-slægten var Li Yuans syvende generation forfader Li Gao, grundlæggeren af Vest Liang, en stat omfattende 16 kongeriger. Efter Vest Liangs ødelæggelse tjente Li Gos barnebarn Li Chong'er (李 重耳) som en Nordlige Wei-embedsmand, men i flere generationer efter det havde Li Yuans forfædre kun mindre militære titler. Li Yuans bedstefar Li Hu (李虎) tjente som en stor general under Vestlige Weis overordnede general Yuwen Tai, og blev gjort til hertug af Longxi og givet Xianbei-efternavnet Daye (大野). Li Hu døde, før Yuwen Tais søn kejser Xiaomin af Nordlige Zhou grundlagde Nordlige Zhou, men blev posthumt erklæret hertug af Tang efter Nordlige Zhous grundlæggelse. Hans søn og Li Yuans fader Li Bing (李 昺), af Han-etnicitet, arvede titlen hertug of Tang og giftede sig med en datter af den fremtrædende Xianbei-general Dugu Xin (獨孤 信). Li Bing døde i 572, og Li Yuan arvede titlen hertug of Tang, en titel han fortsatte med at beholde også efter, at tronen blev overtaget af kejser Wen af Sui (Yang Jian) i 581, oprettelse af Sui-dynastiet efter som kejser Wens kone, kejserinde Dugu, var hans tante. På et tidspunkt giftede han sig med Lady Dou, en datter af Dou Yi (竇 毅) hertugen af Shenwu og Nordlige Zhous prinsesse Xiangyang (Yuwen Tais datter) som sin kone og hertuginde.
Under kejser Wens regeringstid (581-606) tjente Li Yuan tre perioder som provinschef. Tidligt i kejseren Wens søn kejser Yangs regering fungerede Li Yuan som kommanderende guvernør (som kejser Yang konverterede provinser til kommandoer), men blev senere kaldt tilbage for at tjene som en juniorminister i kejser Yangs administration. Da kejser Yang gennemførte sin anden kampagne mod Goguryeo i 613, var Li Yuan ansvarlig for en del af logistikoperationen. Da general Yang Xuangan gjorde oprør nær den østlige hovedstad Luoyang, udnævnte kejser Yang Li Yuan til general og fik ham til at styre operationerne vest for Tong-passet, selvom Yang Xuangans oprør i sidste ende ikke involverede regionen. Li Yuan benyttede lejligheden til at rekruttere talentfulde folk til sit personale. Senere samme år, da kejser Yang indkaldte ham til hans nærvær, afviste han med henvisning til dårligt helbred - en undskyldning for, at kejser Yang ikke troede, da han spurgte Li Yuans niece, en Consort Wang (kejser Yangs konkubine), "vil han dø? ". I frygt begyndte Li Yuan at drikke og modtage bestikkelse for at forsøge at vise kejser Yang, at han ikke havde store ambitioner. I 615 placerede kejser Yang ham som ansvarlig for operationerne mod agraroprørere i Hedong-regionen (河東, omtrent moderne Shanxi), men kaldte ham tilbage i 616. Senere samme år gjorde kejser Yang ham ansvarlig for den centrale by Taiyuan (太原, i moderne Taiyuan, Shanxi).

## Oprør mod kejser Yang af Sui
Kejser Yang blev stadig mere utilfreds med Li Yuan og Wang Rengong (王仁恭), guvernøren for Mayi kommandoen (馬邑, omtrent moderne Shuozhou, Shanxi), over deres manglende evne til at stoppe indfald fra østtyrkerne (Tujue) og den voksende styrke hos de agrare oprørere, især Turk-støttede Liu Wuzhou, Dingyang Khan, der snart rejste sig mod Wang og dræbte ham og fangede kejser Yangs sekundære palads nær Taiyuan. Li Yuan blev også bange på grund af profetier, der cirkulerer i hele imperiet, at den næste kejser ville blive navngivet Li - og fordi kejser Yang havde dræbt en anden embedsmand, Li Hun (李 渾) og hans klan over hans frygt for at Li Huns nevø Li Min (李敏, svigersønnen til kejser Yangs søster Yang Lihua, prinsessen Leping) havde kejserlige ambitioner.
Traditionelle krøniker, der blev udarbejdet under Li Yuans anden søn i hertugdømmet Dou, Li Shimin (kejser Taizong), understreger sidstnævntes initiativ og vigtige rolle i at starte sin fars oprør. Ifølge disse planlagde Li Shimin hemmeligt planer om oprør mod Sui-regimet med Pei Ji, majordomo for kejser Yangs sekundære palads og med Liu Wenjing, dommeren i Jinyang-området (晉陽, det vil sige Taiyuan), men først afslørede de ikke deres planer for Li Yuan. På Li Shimins opfordring kunne Pei Ji, som tidligere i strid med lovgivninger havde tilladt Li Yuan at have seksuelle forbindelser med nogle af afdøde kejser Wens kejserlige konkubiner, overtalte Li Yuan, at det var nødvendigt for ham at gøre oprør. Moderne forskere har imidlertid konkluderet, at initiativet til oprør kom fra Li Yuan selv.
Li Yuan begyndte at samle styrker fra regionen og hævdede, at de var nødvendige for at forsvare sig imod tyrkerne, hvilket skabte mistanker hos hans deputerede Wang Wei (王威) og Gao Junya (高 君 雅). Li Yuan, bange for, at Wang og Gao først ville handle imod ham, så han brugte et tyrkisk angreb som en undskyldning for at fejlagtigt hævde, at Wang og Gao arbejdede sammen med den tyrkiske khagan, Shibi Khan (Ashina Duojishi), og fik dem henrettet. Han sendte hemmelige budbringere til Hedong for at tilbagekalde hans sønner Li Jiancheng, Li Yuanji (begge med hertuginde Dou) og Li Zhiyun (李智雲, med hans concubine Lady Wan), som han havde forladt der for at se over hans husstand og hovedstaden Chang'an, og til at tilbagekalde hans datter (den fremtidige prinsesse Pingyang) og hendes mand Chai Shao (柴紹). Li Jiancheng og Li Yuanji, forlader Li Zhiyun på Hedong, mødtes snart med Chai, og de ankom sammen i Taiyuan. Li Yuans datter, der troede at det ville være svært for hende at flygte med Chai, valgte at skjule i stedet.
Da Li Jiancheng, Li Yuanji og Chai ankom til Taiyuan, erklærede Li Yuan formelt sit oprør, men opretholdt et skin af at være trofast over for Sui og sagde, at hans hensigt simpelthen var at installere kejser Yangs barnebarn Yang You, prinsen af Dai, på tronen, som da var i Chang'an og ære Kejser Yang som Taishang Huang (pensioneret kejser). Li Yuan sikrede først sin nordlige flanke ved at kontakte Shibi Khan og gav hyldest og modtog mænd og heste i bytte. Han overdrog Li Jiancheng og Li Shimin ansvaret for sin hær og forlod Li Yuanji i ledelse ved Taiyuan og rykkede mod syd. I mellemtiden anholdt Sui-embedsmændene på Hedong Li Zhiyun og overlod ham til Chang'an, hvor han blev henrettet.
Hans datter Pingyang solgte sine ejendele for at rejse en hær til ham. Hun overtalte flere andre ledere til at kæmpe under hendes banner. De tog flere byer og hendes hær svulmede, indtil hun havde 70.000 tropper under sin kommando.
I mellemtiden skrev Li Yuan en anden oprørsleder, til Li Mi, hertug af Wei, som var nær Luoyang, og forsøgte at se, om Li Mi ville være villig til at følge ham, men Li Mi troede på sin egen styrke, og hans sekretær Zu Junyan (祖君彥) skrev for ham til Li Yuan på denne måde:
Selvom jeg og du, min ældre bror, er af forskellige grene, men vi er begge Li. Jeg ved, at jeg ikke har tilstrækkelig styrke, men af mænds kærlighed på denne jord er jeg blevet lederen. Jeg håber, at du vil støtte og hjælpe mig. Lad os fange Ziying ved Xianyang, og lad os dræbe Xin af Shang på Muye; ville det ikke være en stor succes?
Li Yuan var forfærdet, men ønskede ikke at skabe sig en anden fjende og skrev ydmygt tilbage:
Selvom jeg er almindelig og tåbelig, men jeg har haft mulighed for, at jeg ved min forfædres storhed får mulighed for at være et kejserligt sendebud, når han forlod hovedstaden og en vagtleder i hovedstaden. Hvis administrationen falder og jeg ikke kan hjælpe det, vil selv den mest forstående vise mand bekæmpe mig. Derfor har jeg organiseret en retfærdig hær og søgt fred med barbarerne i nord [dvs. Tujue] for at forsøge at berolige jorden og beskytte Sui. Men for folkene under himlen skal der være nogen til at herske over dem og andre end dig, hvem kan den person være? Jeg er for gammel - over 50 - og det er ikke min hensigt, men jeg er glad for at støtte dig, min lillebror. Jeg håber at kunne klatre op på en drage og holde fast på en vinge af fønix, og jeg håber, at du, min lillebror, snart vil pacificere alle, der er på denne jord, i overensstemmelse med profetien. Du er leder blandt Li, og jeg håber, at du vil være nådig og acceptere mig, og at give mig igen Tangens domæne; det vil være nok ære for mig. Jeg har ikke hjerte til at høre sådanne kommandoer som at dræbe Xin af Shang på Muye, ej heller har jeg modet til at ordren om at fange Ziying på Xianyang. Fen og Jin-regionen kræver også pacificering lige nu, og jeg er endnu ikke i stand til at arrangere en tid til mødet på Mengjin [(盟 津, i moderne Zhengzhou, Henan, hvor kong Wu af Zhou mødte hans tilhængere, før han angreb Shangs King Zhou)].
Li Mi var tilfreds med Li Yuans svar, idet han troede på, at Li Yuan var villig til at støtte ham, og fra dette tidspunkt udvekslede Li Mi og Li Yuan ofte budbringere. Li Yuan kampagne mod Chang'an gik således uden modstand fra Li Mi. Imidlertid, da Li Yuan ankom nær Hedong, blev hans hær skadet af vejret, og med madforsyningerne ved at løbe tør gik der rygter om, at Øst Tujue og Liu Wuzhou ville angribe Taiyuan. Li Yuan besluttede oprindeligt et tilbagetog, men efter alvorlig modstand fra Li Jiancheng og Li Shimins side, fortsatte fremrykningen. Efter at have slået Sui-styrkerne i Huoyi (霍 邑, også i moderne Yuncheng), besluttede han at efterlade et lille kontingent til at kontrollere Hedong, mens han gik over Den Gule Flod ind i Guanzhong (dvs. Chang'an-regionen). Da han gjorde det, drog han selv til Chang'an, mens han sendte Li Jiancheng for at erobre territoriet omkring Tong pas-regionen for at forhindre Sui-styrkerne i Luoyang fra at styrke Chang'an og Li Shimin nord for Wei-floden for at erobre territorium der. I mellemtiden var hans datter også rejst til opstand for ham, og hun var i stand til at samle en betydelig hær og erobre nogle byer. Hun sluttede sig sammen med Li Shimin og hendes mand Chai Shao. Snart genopbyggede Li Yuan sine styrker og satte Chang'an under belejring. I vinteren 617 erobrede han Chang'an og erklærede Yang You kejser (som kejser Gong). Han gjorde sig selv til regent (med titel af storkansler) og prins af Tang. (I mellemtiden anerkendte de fleste af Sui-territorierne ikke kejser Gong som kejser og fortsatte med at anerkende kejser Yang som kejser og ikke som pensioneret kejser.) Han sendte sin nevø Li Xiaogong mod syd, og Li Xiaogong kunne overtale Sui-byerne i det moderne sydlige Shaanxi, Sichuan og Chongqing at underkaste sig ham.

## Etablering af Tang og gradvis forening
I foråret 618 blev kejser Yang dræbt i Jiangdu (江都, i moderne Yangzhou, Jiangsu) i et kup ledet af general Yuwen Huaji. Da nyheden nåede Chang'an, fik Li Yuan kejser Gong til at overgive tronen til ham, og han blev kejser Gaozu af Tang-dynastiet. Han genskabte mange af ordningerne under Suis første hersker, kejser Wen, ved at gennemføre en række ændringer, som kejser Yang lavede. Han gjorde kejser Gong til hertug af Xi, Li Jiancheng, hans ældste søn, blev udnævnt til kronprins, mens Li Shimin blev gjort til prins af Qin og Li Yuanji til prins af Qi. I mellemtiden erklærede Sui-embedsmændene Luoyang, et andet barnebarn af kejser Yang, kejser Gongs broder Yang Tong, prinsen af Yue, som kejser og nægtede at anerkende regimets ændring i Chang'an.
Kejser Gaozus styre stod straks over for en stor udfordring fra Xue Ju, en bondeleder, der havde erklæret sig som kejser af Qin. I løbet af efteråret 618 drog Xue fordel af Li Shimins sygdom og besejrede en hær ledet af Li Shimin og Liu Wenjing på Qianshui-sletten (i moderne Xianyang, Shanxi) og nærmede sig Chang'an. Som reaktion forsøgte Gaozu at indgå en alliance med Li Gui, prins af Liang, mellem hvis område og Tang Xues Qin-staten var placeret, skrive til Li Gui og henvise til ham som sin fætter. Li Gui indvilgede i kort at underlægge sig Gaozu. I mellemtiden, før han kunne angribe Chang'an, døde Xue Ju af sygdom og blev efterfulgt af sin søn Xue Rengao, som var en dygtig kommandant, men som havde skabt modvilje blandt sine generaler på grund af sin grusomhed. Li Shimin kunne snart angribe Xue Rengao ved Gaozhi (高 墌, i moderne Xianyang også) og tvinge Xue Rengao til at overgive sig.
I mellemtiden flygtede Li Mi, der er blevet besejret tidligere på året i et overraskelsesangreb af Sui-generalen Wang Shichong, til Tang-territoriet og underlagde sig Gaozu. Li Mis general Xu Shiji, der kontrollerede en stor del af Li Mis tidligere territorium, underlagde sig også, og kejser Gaozu, imponeret over Xus troskab til Li Mi, gav det kejserlige efternavn af Li til Xu. Gaozu gjorde Li Mi til hertug af Xing, men gjorde ham kun til minister for fester, en stilling, som Li Mi anså at være under hans værdighed. Omkring nytår 619 anmodede Li Mi om kejser Gaozus tilladelse til at drage østpå for at overtale nogle af sine tidligere underordnede til at underkaste sig Tang, men da han engang forlod Chang'an, planlagde han at genoprette sin uafhængighed. Han blev overfaldet og dræbt af Tang generalen Sheng Yanshi (盛 彥 師).
I foråret 619 lod Wang Shichong i Luoyang Yang Tong overdrage tronen til ham og sluttede Sui-dynastiet og etablerede en ny stat Zheng.
Omkring samme tid erklærede Li Gui, at han ikke ønskede at være underlagt Tang-dynastiet, afviste Tang-udnævnelsen som prins af Liang, idet han i stedet erklærede sig kejser af Tang. I sommeren 619 gjorde Li Guis embedsmand An Xinggui (安興貴), tidligere en Tang-tjenestemand, oprør mod Li Gui, fangede ham og overdrog ham til Tang. Gaozu henrettede Li Gui og udvidede sit Tang-imperium. Ligeledes på samme tid underlagde oprørslederen Du Fuwei, som kontrollerede den moderne sydlige Anhui, sig Tang, og Gaozu gav også Lis kejserlige efternavn og gjorde ham til prins af Wu. På samme måde blev Luo Yi, der kontrollerede den moderne Beijing-region, underlagt og bevilget Lis kejserlige efternavn og blev gjort til prins af Yan.
I mellemtiden stod Tang med en anden alvorlig trussel - Liu Wuzhou, der nu var fast besluttet på at marchere mod syd mod Tang. Kejser Gaozu sendte Pei Ji mod Lius fremtrængende hær, men Pei blev besejret af Liu, som derefter satte Taiyuan under belejring. Li Yuanji flygtede tilbage til Chang'an, og meget af moderne Shanxi blev underlagt Liu. Kejser Gaozu sendte da Li Shimin mod Liu, og i sommeren 620 havde Li Shimin besejret Liu og tvunget ham til at flygte til de østlige tyrker. Lius territorium blev indlemmet i Tang. Omkring samme tid gjorde Dou Jiande, prins af Xia, imidlertid en stor offensiv mod de byer, der var underlagt Tang i moderne Hebei og Henan, nord for Den Gule Flod, og fangede næsten alle dem og tog kejser Gaozus fætter Li Shentong (李 神通) prins af Huai'an, kejser Gaozu søster prinsesse Tongan og Li Shiji fader Li Gai (李 蓋) til fange. Med Li Gai i Dous forældremyndighed overgav Li Shiji også til Dou. I 620 planlagde Li Shiji, sammen med en anden Tang general, der havde overgivet sig til Dou, Li Shanghu (李 商 胡), at dræbe Dou, men plottet blev opdaget; Li Shanghu blev dræbt, og Li Shiji flygtede tilbage til Tang.
I 620 erobrede Li Fuwei meget af en anden agrar feltherre, Li Zitong, kejser af Wu, i den nedre Yangtze-flodregion, på vegne af Tang-dynastiet. Li Zitong på sin side besejrede og overtog området under Shen Faxing prins af Liang, omtrent moderne Zhejiang.
Efter, at Li Shiimin besejrede Liu, startede han en kampagne mod Wangs Zheng-stat i efteråret 620. Han kunne i første omgang ikke beslutsomt besejre Zheng, men i foråret havde 621 sat Zheng-hovedstaden Luoyang under en stram belejring, selvom han ikke kunne erobre den. Wang søgte hjælp fra Dou. Sidstnævnte indså, at en Tang-sejr over Zheng også ville betyde hans egen død, men var samtidig ivrig efter at udnytte Zhengs svaghed og hævde sine domæner for sig selv. Kejser Gaozu var oprindeligt bange for, at Dou og Wang ville kunne spærre Li Shimins styrker inde mellem dem og beordrede Li Shimin til at trække sig tilbage, men efter Li Shimins anmodning ændrede han sig og tillod Li Shimin at forblive i Luoyang-regionen. Li Shimin forlod Li Yuanji med ansvar for belejringen af Luoyang, avancerede og tog stilling ved Hulao-passet. I sommeren 621 engagerede Tang og Xia-styrkerne sig ved Hulao, og Li Shimin besejrede Dou og fangede ham. Også Wang overgav sig, og det meste af Zheng-territoriet blev beslaglagt af Tang. Xia-territoriet blev også beslaglagt af Tang, men efter at kejser Gaozu henrettede Dou, rejste Dous general Liu Heita sig mod Tang og angreb det meste af det tidligere Xia-territorium, mens Xu Yuanlang, en oprørsleder, der tidligere havde sendt til Zheng, også rejste sig i et oprør, der omfattede den moderne Shandong-region.
Også i 621 besejrede Li Xiaogong Xiao Xian, kejser af Liang, der havde kontrolleret det moderne Hubei, Hunan og Guangxi-regionen, der tvang Xiao Xian til at overgive sig. På en anden side besejrede Li Fuweis løjtnant Fu Gongshi Li Zitong og tvang ham til også at overgive sig. Liang og Wu-territoriet blev beslaglagt af Tang.
Mens historikerne ikke registrerede kejser Gao af Hans drab på Han Xin og Peng Yue, har nogle af dem registreret at nogle støtter til kejser Gaozus etablering af Tang fejlagtigt blev dræbt af ham eller dræbt på grundlag af forholdsvis lidt bevis for forseelse:
- Liu Wenjing, i 619, på en anklage om, at han havde troldmænd.
- Kejser Gaozus fætter Dugu Huai'en (獨孤 懷恩), i 620, på beskyldning om forræderi.
- Li Zhongwen (李仲文) hertugen af Zhenxiang, i 620, på anklage for samarbejde med østlige Tujue.
- Liu Shirang (劉世 讓) hertugen af Yingyang, i 623, på anklage for samarbejde med østlige Tujue.

## Kampe mellem sønner og Xuanwu port-begivenheden
I foråret 622 besejrede Li Shimin Liu Heita og tvang ham til at flygte til de østlige tyrker, men Liu Heita vendte snart tilbage med tyrkiske forstærkninger og dræbte kejser Gaozus nevø Li Daoxuan[[]] (李道玄) Huaiyangs prins i kamp og besatte atter tidligere Xia-territorier, selvom Li Shimin og Li Yuanji på dette tidspunkt også havde besejret Xu Yuanlang og reduceret sit territorium til et par byer.
I mellemtiden havde en intens rivalisering udviklet sig mellem Li Jiancheng og Li Shimin, da Li Jiancheng havde nogle bidrag til Tangs genforening af Kina, havde Li Shimin været den ene, der besejrede og indfangede de store rivaler Xue Rengao, Liu Wuzhou, Dou Jiande og Wang Shichong, hvilket gav ham et større ry i hæren. Li Yuanji, som også ofte blev påberåbt af kejser Gaozu som general, støttede Li Jiancheng i denne rivalisering og skød ofte Li Jiancheng mod en mere hård position mod Li Shimin, der ønskede at være kronprins, da Li Jiancheng ville blive kejser. Li Jiancheng og Li Yuanji havde bedre forbindelser med kejser Gaozus favoriserede unge konkubiner end Li Shimin gjorde (efter som deres moder hertuginde Dou var død før Tangs etablering), og disse medborgere hjalp med at genopbygge Li Jianchengs stilling i forhold til kejser Gaozu, hvilket gjorde, at han ikke længere overvejede at gøre Li Shimin til kronprins i stedet, som han havde overvejet på et tidspunkt.
I vinteren 622 udgjorde Liu Heita den eneste resterende store trussel mod Tang-styret. På forslag af hans medarbejdere Wang Gui og Wei Zheng, der hævdede, at Li Jiancheng havde brug for nogle sejre selv for at etablere sit ry, meldte Li Jiancheng sig frivilligt til at lede hæren mod Liu Heita. Kejser Gaozu sendte således Li Jiancheng, bistået af Li Yuanji. Omkring nytår 623 angreb Liujian og Li Yuanji ham i Guantao (også i det moderne Handan), hvilket knustede ham, idet Liu havde en svækket stilling mens han angreb Tangs Wei-præfektur (魏州, i moderne Handan, Hebei). Liu flygtede nord mod østtyrkerne, men blev fanget og anklaget af sin egen embedsmand Zhuge Dewei (諸 葛德威), der overførte ham til Li Jiancheng. Li Jiancheng henrettede Liu. Omkring samme tid blev Xu dræbt under flugt. I mellemtiden var Lin Shihong, kejseren af Chu, som på et tidspunkt havde styret moderne Jiangxi og Guangdong, død, og hans tilhængere splittede. Kina var på dette punkt ellers fuldstændigt forenet af Tang med undtagelse af områder under Liang Shidu, kejser af Liang, der kontrollerede det moderne nordlige Shaanxi og det vestlige Indre Mongoliet, selvom Fu Gongshi med Li Fuwei i Chang'an gjorde oprør i 623 og erklærede sig selv kejser af Song. Fus oprør blev imidlertid kvalt af Li Xiaogong i 624.
I mellemtiden intensiveredes rivaliteten mellem Li Jiancheng og Li Shimin. I 624 rekvirerede Li Jiancheng en række soldater fra generalen Li Yi, prinsen af Yan, for at supplere hans vagtkorps i strid med kejser Gaozus bestemmelser. Da dette blev afsløret for kejser Gaozu, afsatte kejser Gaozu Li Jiancheng og udnævnte sin vagtkommandør Keda Zhi (可達志). Da Li Jiancheng efterfølgende anmodede kommandanten i Qing-præfekturet (慶州, i moderne Qingyang, Gansu), Yang Wen'gan (楊文 幹), om at beskytte tropper, formodentlig at beskytte Li Shimin, officererne Erzhu Huan (爾朱 煥) og Qiao Gongshan (橋 公 山) informeredes kejser Gaozu om, at Li Jiancheng opfordrede Yang til at starte et oprør, så de kunne gribe magten sammen. Kejser Gaozu, derefter på Renzhi Palads (仁智 宮, i moderne Tongchuan, Shaanxi), blev oprørt og stævnede Li Jiancheng, da i Chang'an, til Renzhi Paladset. Li Jiancheng flirtede kort med ideen om at besætte Chang'an og ikke acceptere ordren, men valgte til sidst at drage til Renzhi Paladset for at anmode om tilgivelse. Kejser Gaozu satte ham i arrest. Da Yang hørte dette, gjorde Yang oprør, og kejser Gaozu sendte, efter at have lovet Li Shimin, at han ville blive kronprins, denne for at angribe Yang. (Under kejser Gaozus løfte, ville Li Jiancheng blive fjernet som kronprins og gjort til prins af Shu i stedet. Han ville derefter sende Li Jiancheng til den moderne Sichuan-region.) Efter, at Li Shimin var draget afsted, virkede Li Yuanji, kejser Gaozus konkubiner og kansler Feng Deyi, alle og talte på Li Jianchengs vegne, og kejser Gaozu ændrede sig, frigav Li Jiancheng og tillod ham at vende tilbage til Chang'an og forblive som kronprins. I stedet beskyldte kejser Gaozu alene uenigheden mellem sine sønner på Li Jianchengs medarbejdere Wang Gui og Wei Ting (韋 挺), og Li Shimins medarbejder Du Yan, og forstødte dem. Yang blev senere myrdet af sine egne underordnede.
Et andet problem, som kejser Gaozu vedvarende stod med, var gentagne østturtiske indtrængen. Kejser Gaozu overvejede alvorligt at afbrænde Chang'an til grunden og flytte hovedstaden til Fancheng (樊城, i moderne Xiangfan, Hubei), et forslag som Li Jiancheng, Li Yuanji og kansler Pei Ji støttede. Li Shimin var imidlertid imod, og planen blev ikke gennemført. I mellemtiden sendte Li Shimin selv sine tillidsfolk til Luoyang for at opbygge personlig kontrol over hæren der. Efter en hændelse, hvor Li Shimin led et alvorligt tilfælde af madforgiftning efter fejring i Li Jianchengs palads - en begivenhed, hvor både kejser Gaozu og Li Shimin tilsyneladende tolkede som et mordforsøg - overvejede kejser Gaozu at sende Li Shimin for at beskytte Luoyang for at forhindre yderligere konflikter, men Li Jiancheng og Li Yuanji mente, efter at have talt med hinanden, at dette kun ville give Li Shimin en mulighed for at opbygge sin personlige magt der og modsatte sig derfor dette. Kejser Gaozu gennemførte derfor ikke planen.
I 626 var Li Shimin bange for, at han ville blive dræbt af Li Jiancheng, og hans medarbejder Fang Xuanling, Du Ruhui og Zhangsun Wuji blev gentagne gange opmuntrende af Li Shimin til at angribe Li Jiancheng og Li Yuanji først, mens Wei Zheng blev opmuntret af Li Jiancheng til at angribe Li Shimin først. Li Jiancheng overtalte kejser Gaozu til at fjerne Fang og Du, samt Li Shimins fortrolige officerer Yuchi Gong og Cheng Zhijie (程 知 节) fra Li Shimins personale. Zhangsun, der forblev blandt Li Shimins personale, fortsatte med at forsøge at overtale Li Shimin til at angribe først.
I sommeren 626 foretog den østlige tyrkiske khaganate endmu et angreb, og ifølge Li Jianchengs forslag besluttede kejser Gaozu i stedet for at sende Li Shimin for at modstå tyrkerne, skønt han først var tilbøjelig til at beslutte at sende Li Yuanji i stedet. Li Yuanji fik kommandoen over en stor del af hæren tidligere under Li Shimins kontrol, hvilket yderligere bekymrende Li Shimin, som troede, at han med hæren i Li Yuanjis hænder ikke ville kunne modstå et angreb. Li Shimin lod Yuchi kalde Fang og Du tilbage til hans palæ i hemmelighed, og derefter på en nat indgav en beskyldning til kejser Gaozu, at Li Jiancheng og Li Yuanji bedrev hor med kejser Gaozus konkubiner. Kejser Gaozu reagerede som svar med stævninger til Li Jiancheng og Li Yuanji til næste morgen at indfinde sig, og indkaldte de højtstående embedsmænd Pei Ji, Xiao Yu og Chen Shuda til at undersøge Li Shimins anklager. Da Li Jiancheng og Li Yuanji nærmede sig den centrale port, der førte til kejser Gaozus palads, Xuanwu-porten (玄武門), gennemførte Li Shimin det baghold, han havde planlagt. Han affyrede personligt en pil, der dræbte Li Jiancheng. Derefter dræbte Yuchi Li Yuanji. Li Shimins styrker trængte ind i paladset og under presset fra Li Shimins styrker indvilligede kejser Gaozu i at gøre Li Shimin til kronprins. I mellemtiden beskyldte Li Shimin den sene Li Jiancheng og Li Yuanji for at planlægge et forræderi, degraderede dem posthumt til jævne mennesker og lod tillige alle deres sønner alle henrette, idet kejser Gaozu ude af stand til at modsætte sig handlingen. To måneder senere overdrog kejser Gaozu tronen til Li Shimin (som kejser Taizong).

## Som pensioneret kejser
Kejser Gaozu synes som pensioneret kejser ikke at have forsøgt at udøve stor indflydelse på hans søn kejsers Taizongs regering, og der blev ikke registreret meget om hans aktiviteter. Faktisk begyndte kejser Taizong næsten omgående at ændre nogle af hans politikker, herunder hans politik for at udpege mange familiemedlemmer som kejserlige prinser (hvilket kejser Taizong ændrede senere i 626 og reducerede rækken af de fleste af disse fyrster til hertuger) og kejser Gaozus samling af mange damer i vente-tjeneste (hvilket kejser Taizong ændrede i 628 og frigjorde omkring 3.000 damer i at vente fra tjeneste, selvom kejser Taizong selv senere syntes at have samlet mange).
I 629 flyttede kejser Gaozu fra hovedpaladset Taiji Palads (太極殿) til datterpaladset Hongyi Palads (弘 義 宮), hvilket blev omdøbt til Da'an Palads (大安 宮). Først da kunne kejser Taizong flytte fra kronprinsens palads til Taiji-paladset.
I 630, da kejser Gaozu, der havde hyldet de østlige tyrkere i hele sin regeringstid, hørte, at kejser Taizong havde sendt generalen Li Jing for at besejre og fange den tyrkiske khagan Jiali Khan (Ashina Duobi), kommenterede han: "Gaozu af Han blev fanget (ved Baideng, i moderne Datong, Shanxi) i 200 f.Kr. af Xiongnu styrker) og kunne ikke hævne sig selv. Nu kan min søn ødelægge Tujue. Jeg har betroet imperiet til den rigtige person, og hvad har jeg at bekymre mig om?" Han indkaldte efterfølgende en række fyrster og prinsesser sammen med højtstående embedsmænd for at fejre sejren, spille selv pipa (et strengeinstrument) ved fejringen og lod gæsterne danse til det.
Da Chang'an ofte var varm om sommeren, inviterede kejser Taizong ofte kejser Gaozu til at gå med ham til Jiucheng Palads (九成宮, i moderne Baoji, Shaanxi[[]]) for at undgå varmen om sommeren. Men da Suis kejser Wen døde der (som blev kaldt Renshou Paladset (仁壽 宮) under Sui-dynastiet, ønskede kejser Gaozu ikke at besøge Jiucheng Paladset. I 634 begyndte kejser Taizong at konstruere et andet sommerpalads, Daming Paladset (大明宮), som tjente som kejser Gaozus sommerpalads, men kejser Gaozu blev syg før det blev afsluttet, og han besøgte aldrig Daming Paladset. Han døde i foråret 635.